# Jussi Selo

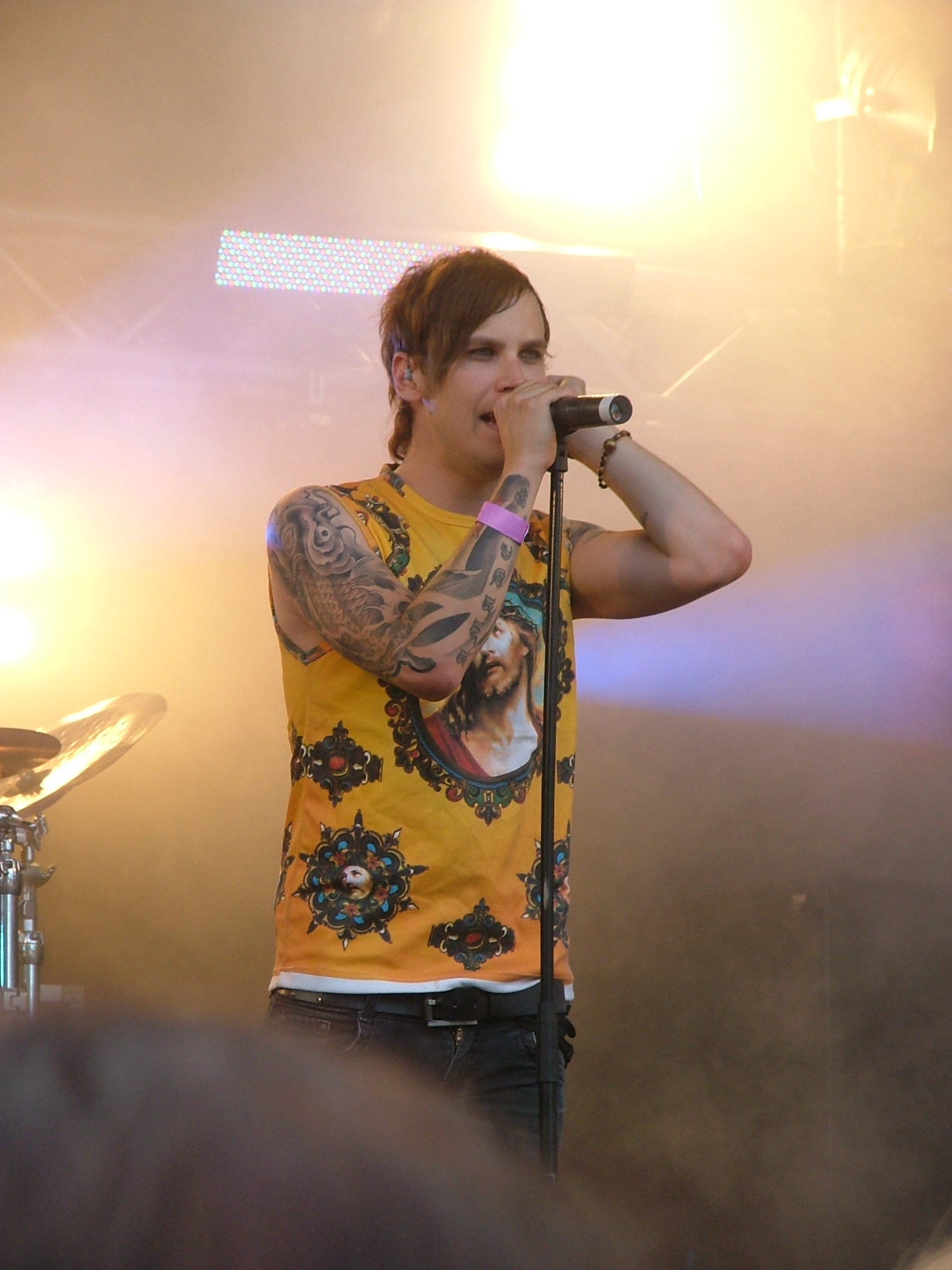
Jussi Selo

Jussi Selo (ur. 21 stycznia 1985 w Vantaa) – fiński wokalista, lider zespołu Uniklubi. 
Wychowywał się w Hämeenkyrö, obecnie mieszka i pracuje w Tampere. Karierę muzyczną rozpoczął w zespole Toinen ulotovuus. Następnie był członkiem grupy Roni ja ryövärit, gdzie grał również na perkusji oraz w Lovex. 
Zagrał w fińskim filmie Perhoshäkki (Motyle w klatce) Kristiana. 